# Grosser Hafner

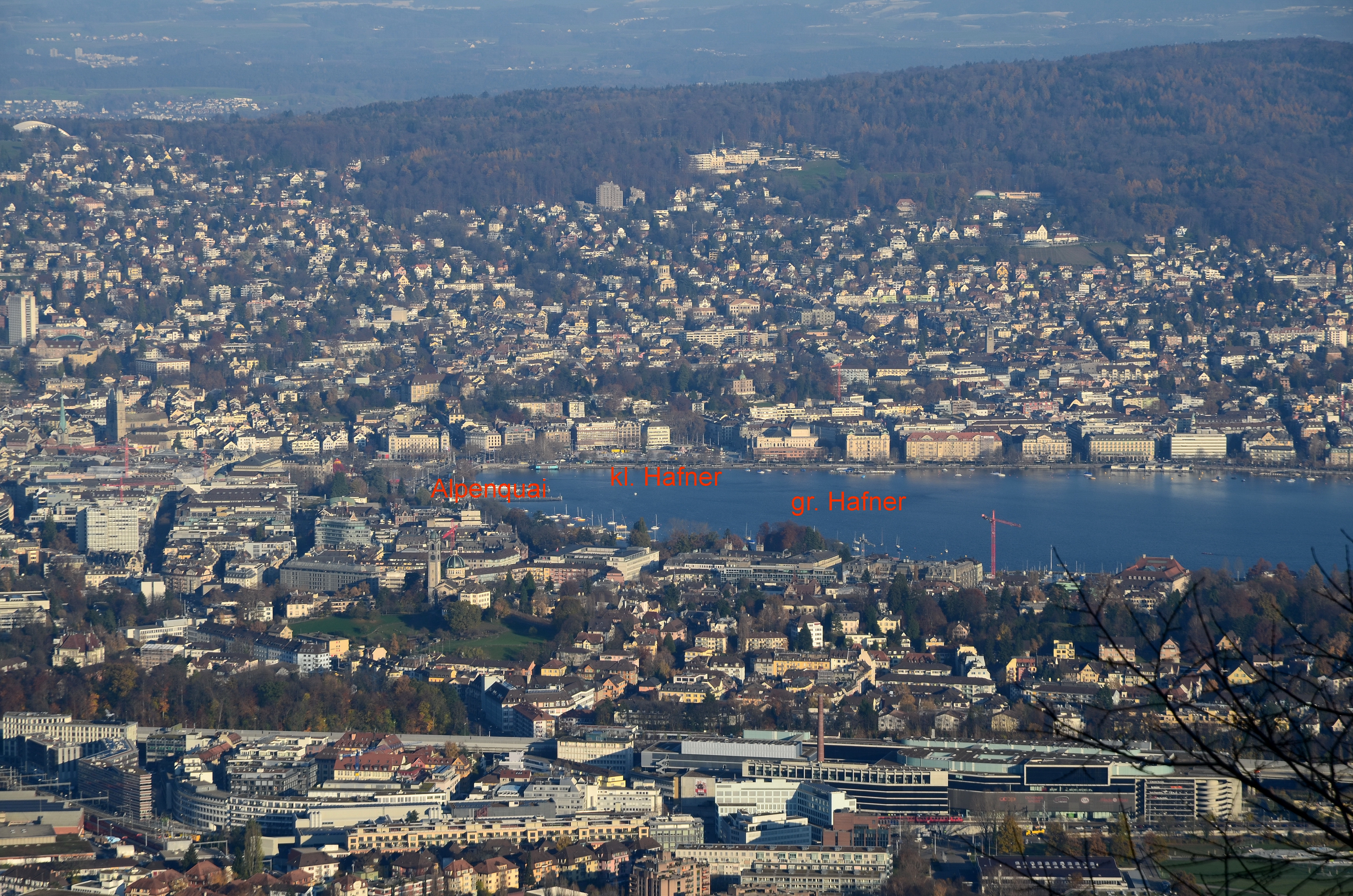
Ansicht vom Uetliberg auf den Standort der Seeufersiedlung

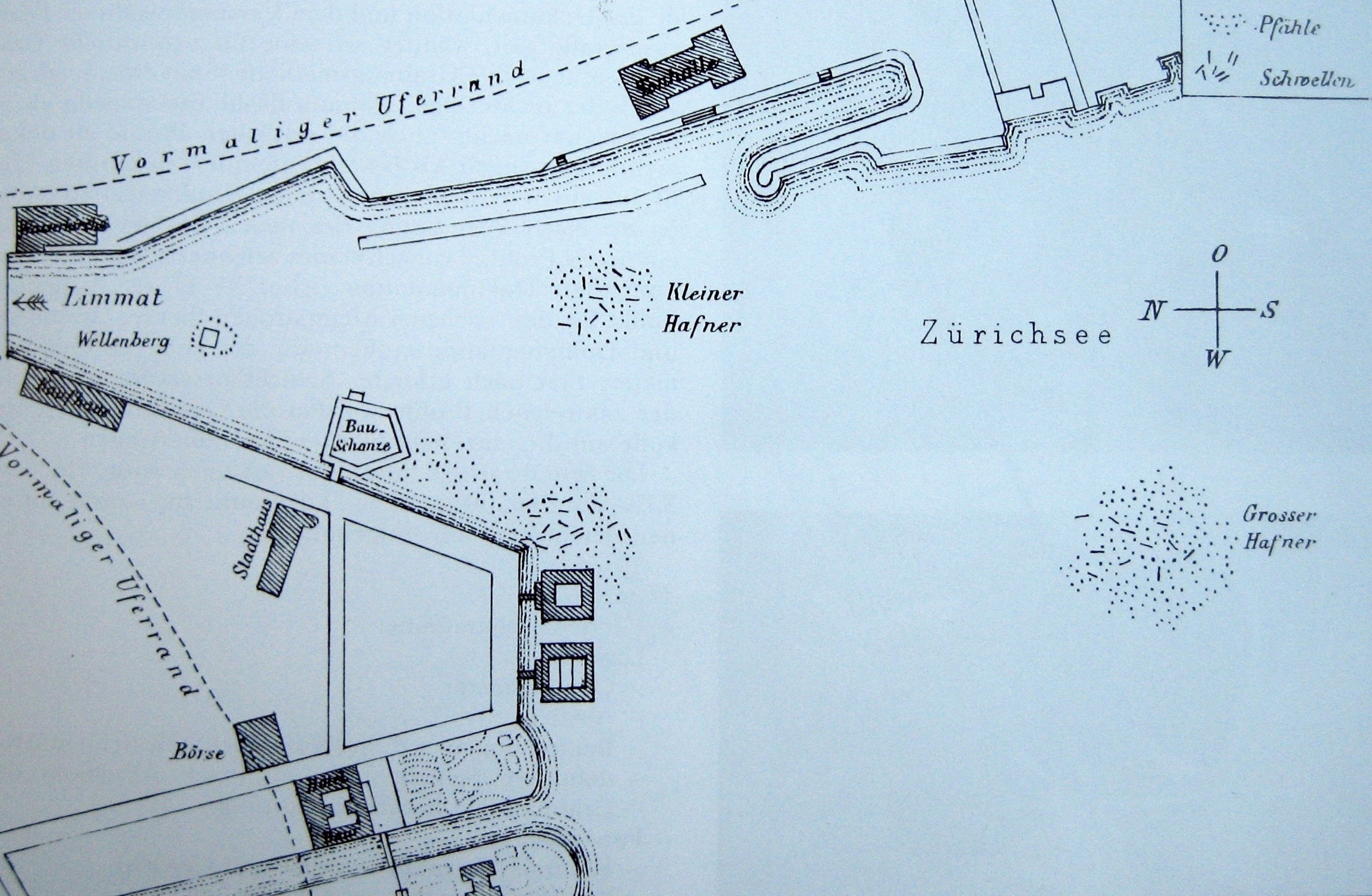
Planskizze Grosser und Kleiner Hafner sowie der Siedlungsreste am Alpenquai und Bauschänzli. Ferdinand Keller (vermutlich um 1868/69).

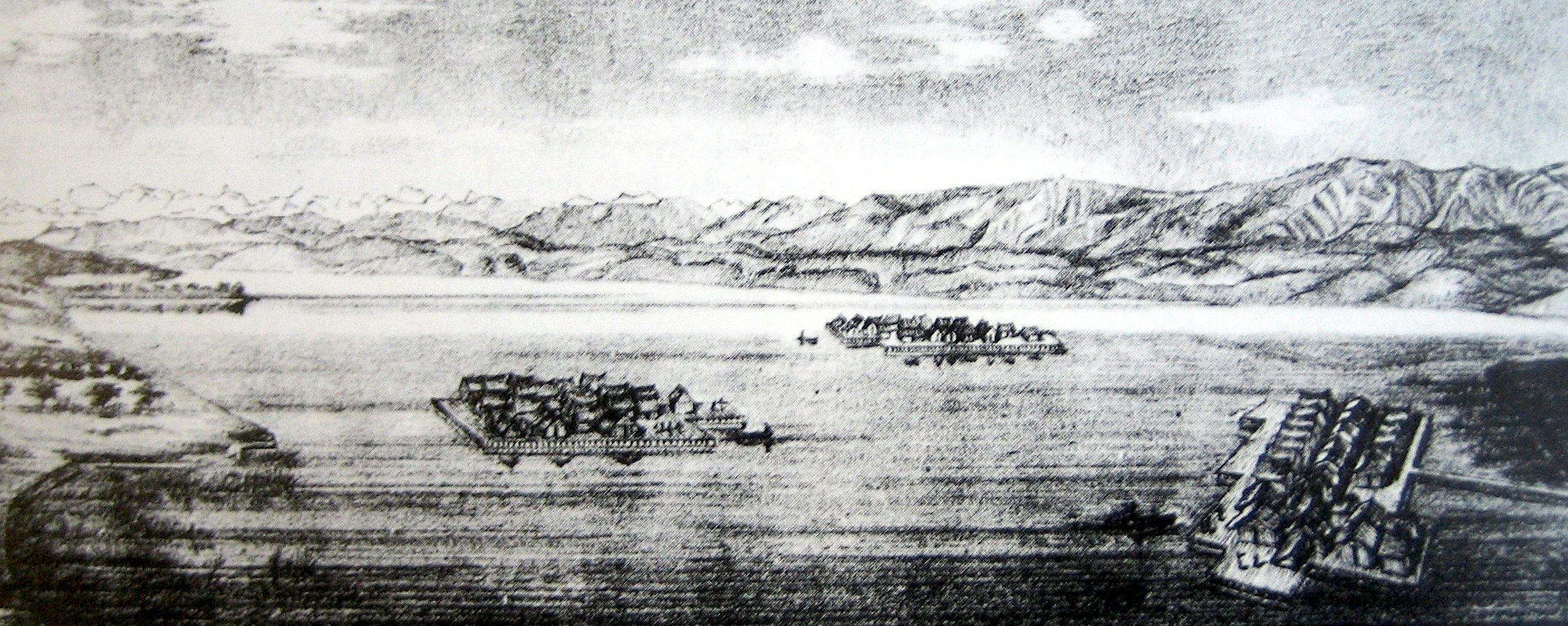
Zeichnung der Hafner-Inseln von Ferdinand Keller (um 1868/72)

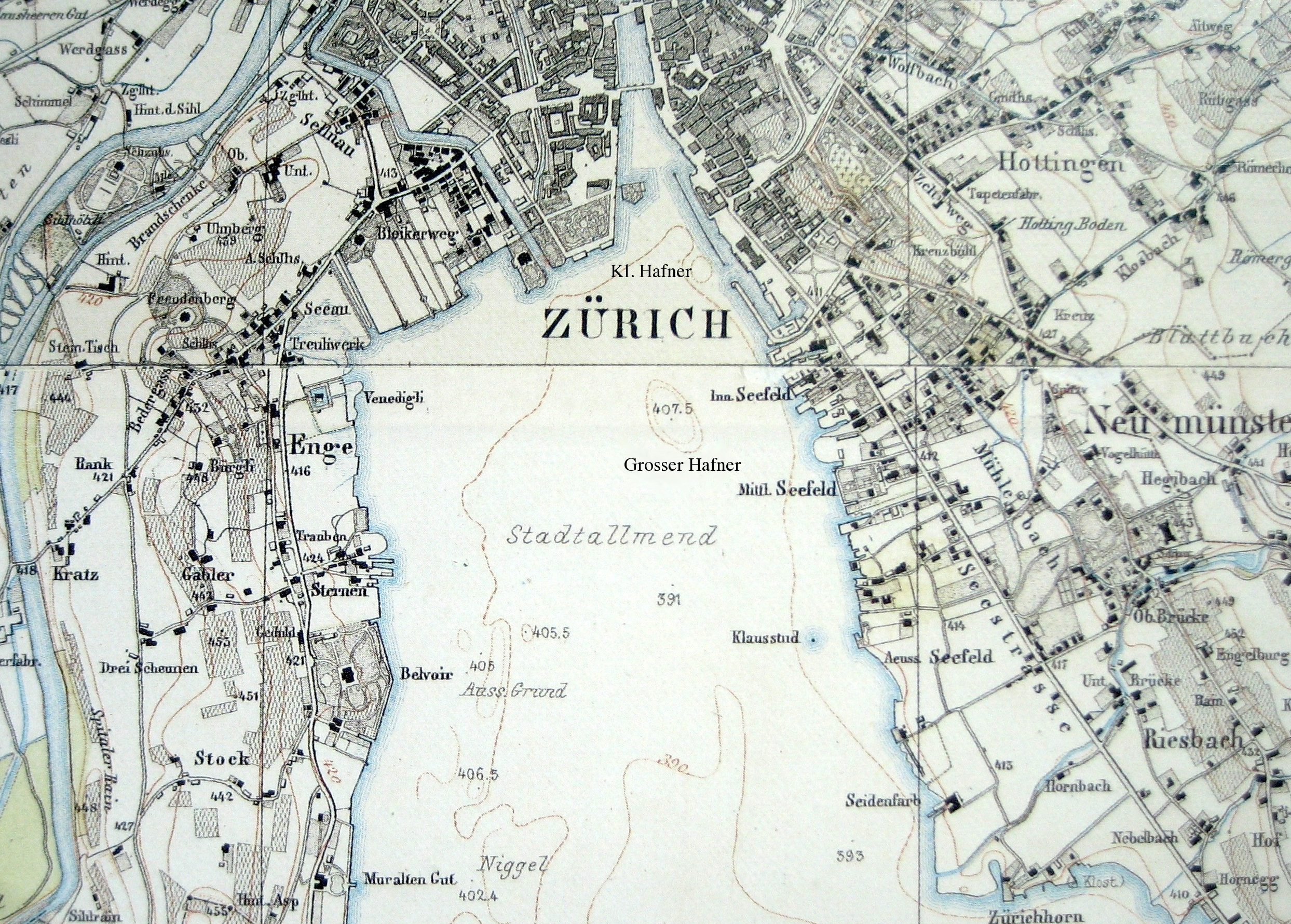
Lage der Hafner-Inseln im Zürichseebecken (1848)

Grosser Hafner ist eine ehemalige Insel mit prähistorischen und römischen Siedlungsplätzen im unteren Becken des Zürichsees, auf dem Gebiet der Schweizer Stadt Zürich.
Nordöstlich des Grossen Hafners liegt der Kleine Hafner, der zum UNESCO-Weltkulturerbe Prähistorische Pfahlbauten um die Alpen zählt.

## Lage
Die Untiefe und archäologische Fundstelle Grosser Hafner liegt knapp 500 Meter südlich des heutigen Bürkliplatzes respektive der Quaibrücke und des Sechseläutenplatzes, zwischen den Seeabflüssen des Schanzengrabens und der Limmat. Die Fundstelle gehört zum Stadtquartier Riesbach und bildete in historischer Zeit eine gut erkennbare Untiefe im Seebecken. Der Seespiegel (406 m ü. M.) liegt infolge klimatischer Unterschiede und der Gewässerkorrektion höher als während der Stein- und Bronzezeit; die Fundstellen liegen einige Meter unter der Wasseroberfläche. Schichtpressungen und -senkungen wirken sich ebenso auf die Lage der archäologischen Schichten aus, und so lässt sich von der heutigen nicht auf die ursprüngliche Lage der Bauten auf der einstigen Insel schliessen.
Die Siedlungsfläche dürfte ungefähr ein Hektar umfasst haben, wovon nur ein kleiner Teil durch die Unterwasserarchäologie der Stadt Zürich erforscht worden ist. Die Fundstelle ist bereits seit rund 150 Jahren stark in Mitleidenschaft gezogen, auch weil die Überreste weiterhin von den Kursschiffen der Zürichsee-Schiffahrtsgesellschaft beim An- und Ablegen am Bürkliplatz überfahren werden.

## Besiedlungsgeschichte
Jungsteinzeit- und bronzezeitliche Seeufersiedlungen existierten im Zürichsee zwischen 4500 und 850 v. Chr. Wahrscheinlich befanden sich mehrere, nur zeitweise bewohnte Dörfer im 5. bis 2. Jahrtausend v. Chr. auf der dem damaligen Ufer des Zürichsees vorgelagerten Insel. Die aktuell am besten erforschte Epoche der Siedlungen – unter anderem beim Alpenquai, Bauschänzli sowie auf dem Grossen und Kleinen Hafner – ist die Kulturschicht der Pfyner Kultur (3850–3450 v. Chr.). Die Dörfer wurden zumeist nur 10 bis 20 Jahre lang bewohnt. Auf Stadtgebiet sind bisher zehn Dörfer der Pfyner Kultur nachgewiesen, die vermutlich nicht gleichzeitig bewohnt waren.

## Archäologische Erforschung
Bereits in den späten 1860er Jahren wurden bei Ausbaggerungen im Zusammenhang mit dem Bau der Seequaianlagen verschiedene prähistorische Siedlungen entdeckt und vermutlich 1868/69 von Ferdinand Keller dokumentiert. Keller schrieb 1872 in seinem Bericht an die Antiquarische Gesellschaft: «Als eine freundliche Vergünstigung betrachteten wir die Erlaubnis, dass die Maschine (Bagger) etwa zwei Tage lang auf dem grossen Hafner sich bewegen durfte, um daselbst tiefe Furchen zu ziehen.» Seine 1879 publizierte Profilskizze des Seegrundes zeigt von oben nach unten eine 45 cm dicke Steinschicht, Kulturschicht (15 cm) sowie Sand, Schlamm und Lehm. Keller verwies auf eine Vielzahl von im Seegrund liegenden Pfählen. Weitere Untersuchungen folgten in geringem Umfang um das Jahr 1883, wobei über 50 Bronze- und mehr als 100 Steinbeilklingen zum Vorschein gekommen sein sollen (die Mehrzahl der Funde ging verloren). Das Aushubmaterial wurde zum Bau der Seepromenade verwendet: Archäologische Erforschung hatte keinen Vorrang, und mit Vollendung der Quaibrücke (1883/4) galten die Siedlungsreste als verschwunden. Besonders in Mitleidenschaft gezogen wurden die Siedlungen Alpenquai und Grosser Hafner, deren Aushub von rund 20000 m3 (davon aus der Untiefe Grosser Hafner 18000 m3) zur Aufschüttung des Seebeckens respektive zum Bau der Quaianlagen diente. In den Berichten der Antiquarischen Gesellschaft werden zumindest einige römische Münzen und Scherben aus jener Zeit erwähnt.
Vom Winter 1961/62 bis Sommer 1963 untersuchten Dr. Robert Ginsig und seine Ehefrau die Oberfläche der überfluteten Insel nach prähistorischen Objekten, mit Zustimmung der Denkmalpflege und der Seepolizei des Kantons Zürich. Zutage kamen vereinzelte neolithische und bronzezeitliche Einzelfunde, darunter zwei vollständig erhaltene jungsteinzeitliche Gefässe sowie zwei Schalen und ein kunstvoll hergestellter Schlüssel aus der Bronzezeit. Mit obrigkeitlicher Erlaubnis unternahm eine Gruppe privater Enthusiasten im Sommer und Winter 1964 weitere Tauchgänge zur Rettung losgespülter Funde der jungsteinzeitlichen und bronzezeitlichen Siedlungsstellen Alpenquai, Grosser Hafner und im Haumessergrund in Wollishofen.
Konkrete Befunde der dem Amt für Städtebau der Stadt Zürich angesiedelten Unterwasserarchäologie liegen zum grösseren Teil aus dem 2. und 3. Jahrhundert n. Chr. vor: Neben den bekannten neolithischen und spätbronzezeitlichen Überresten wurden 1998 überraschend Funde aus der römischen Epoche geborgen. Die Untersuchung der Unterwasserarchäologie der Stadt Zürich im Frühjahr 2001 diente der systematischen Erfassung der römischen Funde auf einer ausgewählten Teilfläche und der Konservierung vorhandener Baureste vor ihrer gänzlichen Zerstörung.

## Befunde

### Neolithische und bronzezeitliche Siedlungsreste

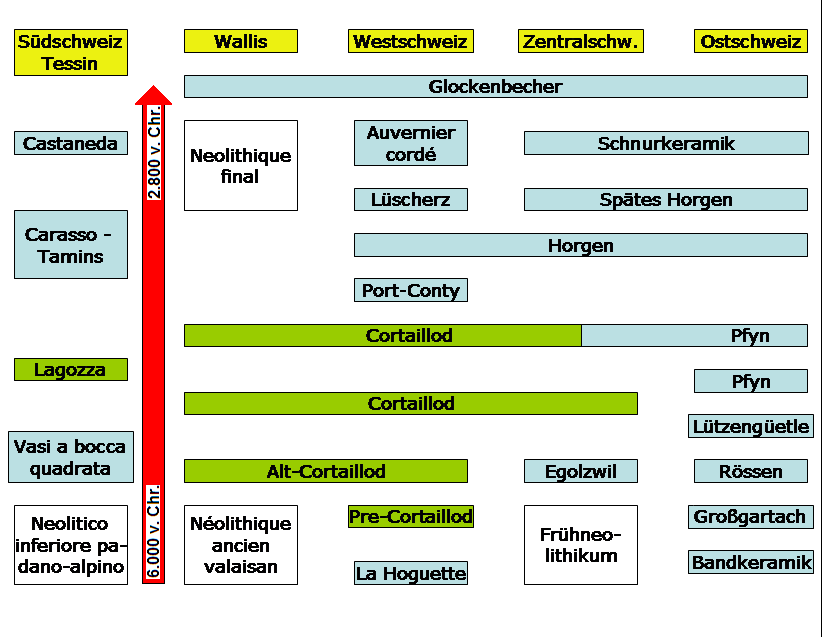
Kulturenfolge in der Schweiz

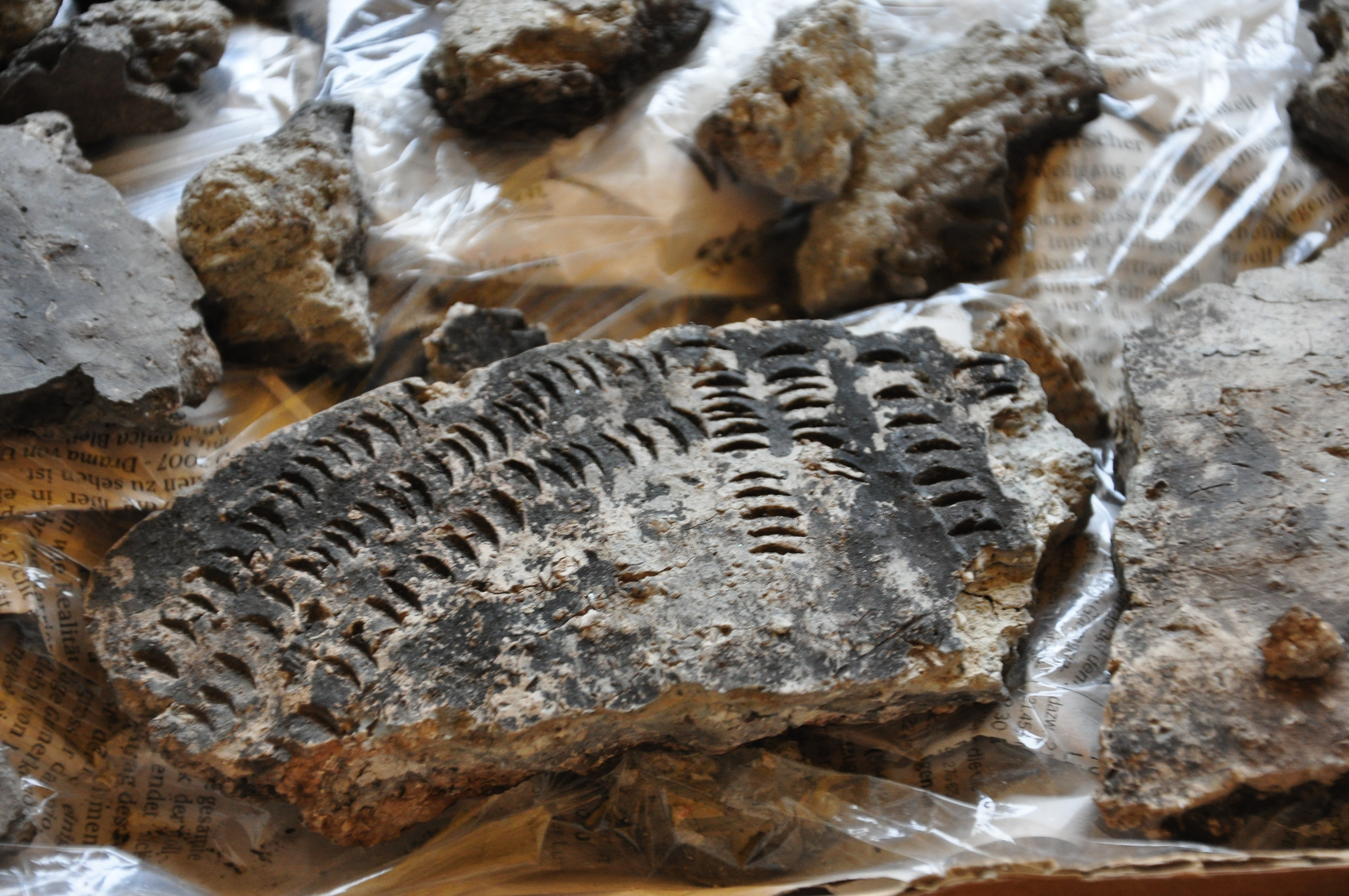
Keramikreste (Horgener Kultur) aus der Feuchtbodensiedlung im Umfeld des sogenannten Kleinen Hafners auf der Baustelle für das Parkhaus Opéra

Die Besiedlungsspuren dürfen analog der Fundstelle Kleiner Hafner wohl den nachstehenden Kulturepochen zugeordnet werden:
1. Spätbronzezeitliche Kultur (um 850 v. Chr.)
2. Horgener Kultur (3240–2780 v. Chr.)
3. Pfyner Kultur (3850–3450 v. Chr.)
4. Cortaillod-Kultur (4200–3870 v. Chr.)
5. Egolzwiler Kultur (4430–4230 v. Chr.)

Die 1969/70 erforschte Kulturschicht der Horgener Kultur (zweite Hälfte des 3. Jahrtausend v. Chr.) lag 65 bis 90 cm unter der spätbronzezeitlichen Ablagerung, von einer Zwischenlage aus Seekreide geschützt. Die darunter liegende Kulturschicht hatte eine durchschnittliche Dicke von 3 bis 5 cm; auf der südöstlichen Seite des Sondierschnittes waren dickere, von Lehm bedeckte Partien aus Torf vorhanden. Die rötliche Färbung des Lehms deutete der Grabungsleiter, Walter Drack, als Resultat von Feuereinwirkung und als ehemalige Herdstelle. Die ganze Kulturschichtebene war stark gegen Osten, landwärts geneigt, was auf Bewegungen des Untergrundes zurückzuführen ist, da die Sondierungsstelle sehr nahe der landseitigen Böschung der ehemaligen Insel lag. Trotz der spärlichen Funde aus dieser Schicht wurde sie zweifelsfrei der Horgener Kultur zugeordnet. Spuren einer weiteren, 20 cm tiefer liegenden Schicht, wurden als letzte Überbleibsel einer weitgehend weggespülten Siedlungsablagerung betrachtet, vielleicht analog der Schichtfolge auf der benachbarten Inselsiedlung Kleiner Hafner einer zweiten Horgener Schicht zugehörig.
In der in den Tauchgängen von 1998 bis 2001 untersuchten Fläche lagen verstreut auch einige zu einer 20- bis 30-jährigen Frau gehörende Skelettteile, vor allem Langknochen und Schädelteile. Gemäss C14-Datierung sind diese etwa 6000 Jahre alt. Eines der Schädelfragmente weist eine nicht beendete herzförmige Trepanation auf, welche die Frau nicht überlebt haben dürfte.

### Spätbronzezeitliche Siedlung
Die im Schweizerischen Landesmuseum konservierten Scherben und Gefässe aus den Tauchgängen in den 1960er Jahren zeigen zum Teil äusserst elegante Formen und feinste Oberflächenglättung. Gefunden wurde ebenfalls Grobkeramik, vor allem Kochtöpfe mit angebrannten Speiseresten. Manche Gefässprofile ähneln jenen aus der Eisenzeit. Auffällig ist das vollständige Fehlen von geometrischer Ritzverzierung, die auf der Keramik von vergleichbaren Siedlungen der Nordostschweiz häufig zu finden ist, hingegen die auch in Süddeutschland beobachtete Vorliebe aus der Endphase der Spätbronzezeit für glatte, spiegelnde Flächen. Das Verhältnis dieser Keramik zu der im gleichen Gebiet folgenden reich ritz- und stichverzierten eisenzeitlichen Ware von sogenannter Alb-Salemer-Art bedarf der Klärung. Die bis zum Jahr 1969 entdeckten Artefakte liessen deutlich auf die Spätbronzezeit, Horgener Kultur und die Cortaillod-Kultur schliessen. Zum Vorschein kam auch Keramik, die sich eher der Pfyner als der Cortaillod-Kultur zuweisen liess.
Die Unterwassersondierung von 1969/70 ist ebenfalls vom Archäologen und kantonalem Denkmalpfleger, Walter Drack, dokumentiert worden: Nahe beim nordöstlichen Rand der Untiefe wurde ein Sondierungsschnitt angelegt, und aus der spätbronzezeitlichen Schicht unter dem Schlick einige losgespülte Pfahlschuhe und Grundschwellen aus Erlenholz freigelegt. Die spätbronzezeitliche Kulturschicht war hingegen durch die einhundert Jahre zurückliegenden Baggerarbeiten stark beschädigt, und es gelang nicht eindeutige, durchgehende Kulturhorizonte zu erkennen. Erst der unterste Teil der spätbronzezeitlichen Schicht war klar vom Material darüber abzugrenzen und bildete eine zusammengepresste Torfschicht. An der Basis der Schicht entdeckte die Tauchequippe überraschend ein Stück von einem Haselrutengeflecht und ein grosses, flachliegendes Weidengeflecht. Unter diesem Flechtwerk, welches zur Verbesserung der Tragfähigkeit des Bodens gedient haben könnte, war eine dünne sandig-seekreidige Kulturschicht zu sehen. In den späteren Bauphasen der Siedlung wurde das Geflecht nicht mehr gefunden, sondern mehrere Grundschwellen. Anhand der Grundschwellen waren eindeutig mehrere Erneuerungsphasen der Siedlung beziehungsweise dieses Siedlungsteils abzulesen, die sich in unterschiedlicher Höhe innerhalb der spätbronzezeitlichen Fundschicht überlagerten.
Dendrochronologisch wurde die Fundschicht um 1000 v. Chr. – nach der Fundstelle «Zug-Sumpf» in Steinhausen – datiert und drei Hauptphasen vermutet, die insgesamt lediglich 48 Jahre auseinander liegen, in der die Kulturschichten noch heute zwischen 40 und 50 cm dick sind. Stratigraphisch konnte das Fundmaterial aus Keramik gut ausgewertet werden und Parallelen mit ähnlichen, ebenfalls reichverzierten Funden aus der unteren Schicht der Siedlung «Zürich-Alpenquai» festgestellt werden. Die unterste, dicke, sehr homogene Kulturschichtlage dagegen ergab Tonware, die nicht sehr viele Verzierungen zeigt und von Walter Drack der dritten Spätbronzezeitperiode zugewiesen wurde (Ha A2). Die reicher verzierten Funde aus der darüber liegenden Schicht lassen auf einen Stilwechsel innerhalb der bereits erwähnten 48 Jahre schliessen.
In enger Zusammenarbeit mit der Kantonsarchäologie Zürich hat die Tauchequippe der Stadt Zürich in den Jahren 1998 bis 2001 auf einer Fläche von 600 m2 die Oberfläche vom deckenden Schlick gereinigt, alle offensichtlich nachbronzezeitlichen Strukturen dokumentiert und die Funde geborgen. Von den prähistorischen Siedlungsphasen – Späte Bronzezeit, älteres Horgen und Cortaillod-Kultur – wurden selektiv Dendrochronologieproben entnommen und aussagekräftige Oberflächenfunde sichergestellt. Auffallend waren drei, ins 11. Jahrhundert v. Chr. datierte imposante Pfosten mit stumpfem bis geradem unterem Ende anstelle einer Spitze und jeweils einer umlaufenden Kerbe in etwa 70 cm Höhe. Sie standen als letzte Relikte im nahezu flächendeckend in den 1860er Jahren abgebaggerten Grund aufgereiht, ohne dass sich weitere dazu passende Strukturen hätten finden lassen.

### Römische Bauten

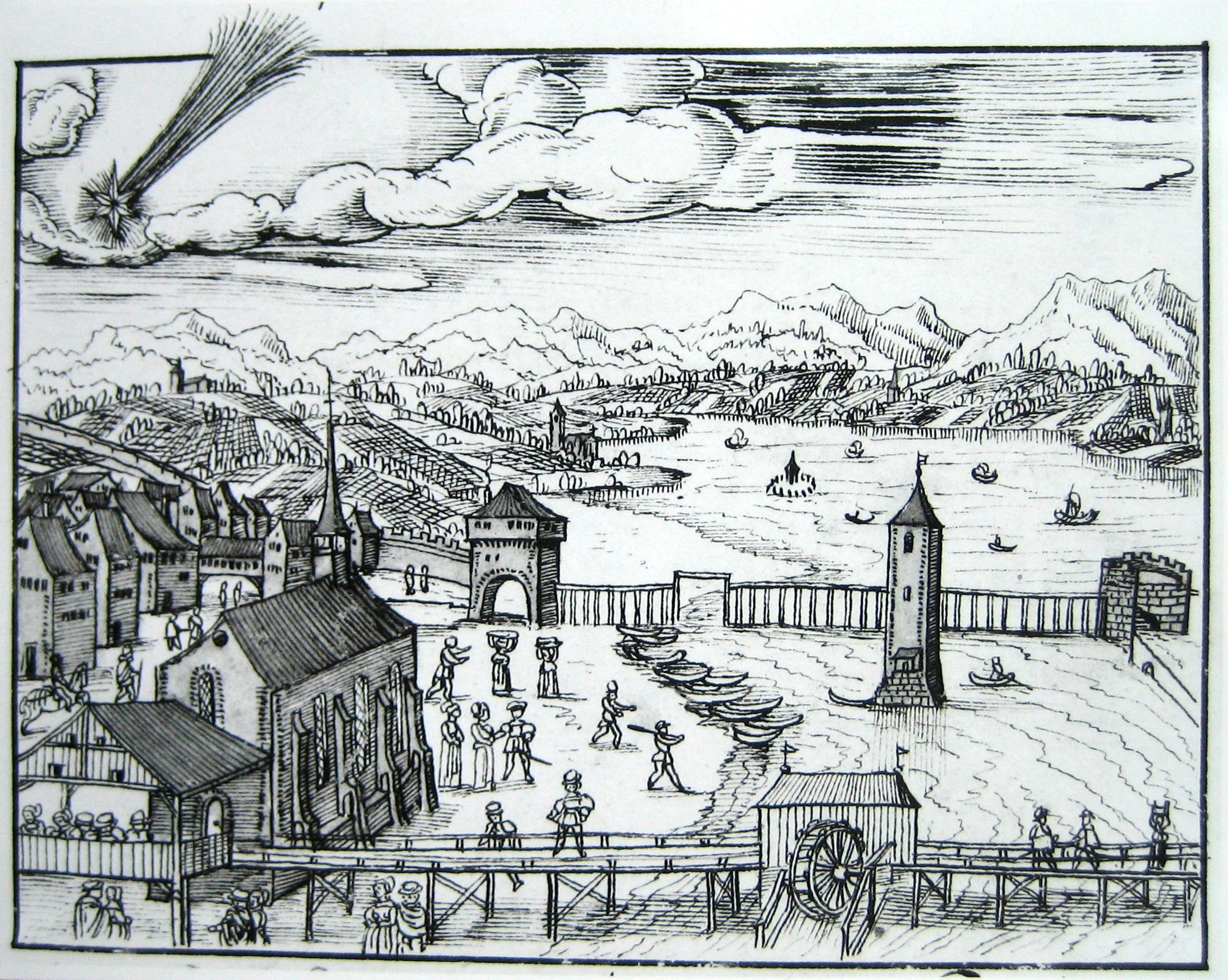
Zürich bei niedrigem Wasserstand, in der Bildmitte rechts vermutlich die sichtbaren Überreste des römischen Rundtempels. Schweizer Chronik von Christoph Silberysen, 1576.

In römischer Zeit, während der Regierungszeit von Kaiser Hadrian, wurde auf dem Grossen Hafner ein Rundtempel (Inselheiligtum) aus Holz errichtet, das eine dendrochronologische Datierung ermöglicht. Der im Jahr 122 n. Chr. errichtete Bau bestand aus tief in den Seegrund gerammten Eichenpfählen – vermutlich mit Wänden aus vergänglichem Material – die einen Kreis von rund sieben Metern Durchmesser gebildet haben. Der Rundbau befand sich auf der ehemaligen Inselsiedlung, etwa 500 Meter vom vicus Turicum an der Limmat entfernt.
Das Fundmaterial deutet darauf hin, dass die Anlage sicher bis ins 3. Jahrhundert n. Chr., eventuell von der gallo-römischen Bevölkerung sogar bis ins 4. Jahrhundert n. Chr. genutzt wurde. Die Deutung als Tempel beruht einerseits auf der Insellage und der Bauform, andererseits auf den für einen solchen Bau typischen Münzfunden. Die Mehrheit der mittlerweile knapp 90 Münzen gehört allerdings vermutlich zu einem bislang nicht nachgewiesenen Vorgängerbau, wohl aus dem dritten Viertel des 1. Jahrhunderts n. Chr. Keramisches Material aus dieser Zeit ist hingegen kaum vorhanden. Aufgrund der gefundenen Fragmenten von Leistenziegeln ist ein weiterer römischer Bau zu vermuten, dessen Standort, Aussehen und Datierung allerdings bislang unklar ist.
Bei den Tauchaktionen von 1998 bis 2001 sind aus römischer Zeit mittlerweile insgesamt nahezu 100 Kilogramm Ziegelfragmente, über 40 Münzen und etliche Keramikscherben sichergestellt und von der Kantonsarchäologie ausgewertet. Zur grossen Überraschung kamen an einigen Stellen mit prähistorischem Kulturschichtmaterial verfüllte, rechteckige Pfostenlöcher (ca. 20 × 25 cm) zutage. An zwei Stellen steckten sogar noch die Pfahlspitzen, in einem dritten Fall hafteten an der hart gepressten Wand Holzsplitter. Diese Überreste stimmen von ihren Dimensionen und dendrochronologisch mit einigen mächtigen, wohl im 19. Jahrhundert gezogenen und jetzt im Schlick frei am Seegrund liegenden Eichenpfählen überein. Auf der ganzen übrigen Fläche der Untiefe darf ebenfalls mit römischen Funden gerechnet werden. Ungewiss ist, ob sich auch andernorts bauliche Strukturen erhalten haben. Die systematische Untersuchung der tieferliegenden Haldenbereiche mit einigen grösseren, nicht begutachteten Steinen rund um die Untiefe steht ebenfalls noch aus.
Über ein Inselheiligtum der Helvetier im Zusammenhang mit den Siedlungen – Oppidum Uetliberg und die seit 1997 erforschte keltische Siedlung aus dem 1. Jahrhundert v. Chr. beim Lindenhof – aus der La-Tène-Zeit können bislang nur Vermutungen angestellt werden.